# کانگ جائه-وون

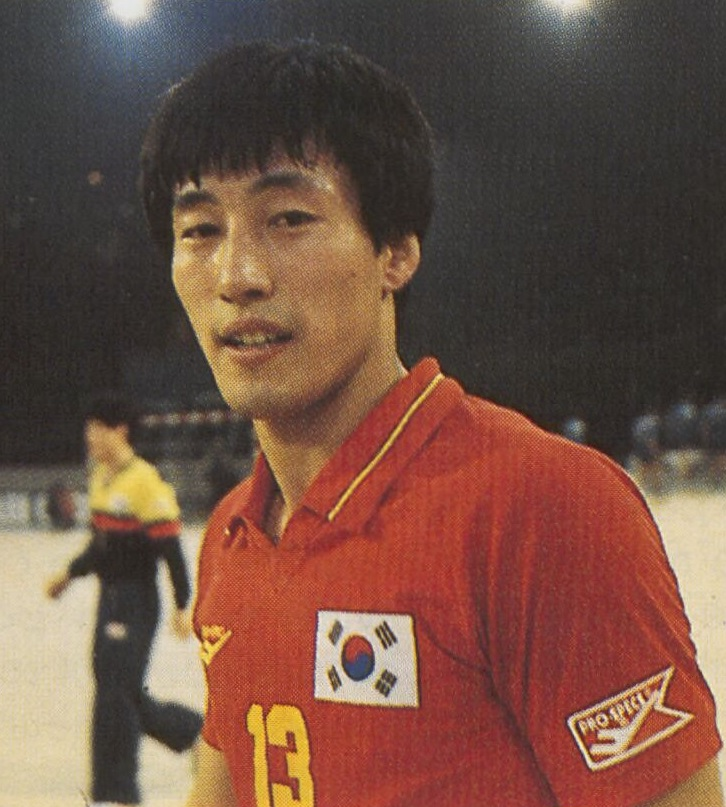
کانگ جائه-وون در سال ۱۹۸۸

کانگ جائه-وون (انگلیسی: Kang Jae-won؛ زادهٔ ۳۰ نوامبر ۱۹۶۵) بازیکن هندبال اهل کره جنوبی است.
از باشگاه‌هایی که در آن بازی کرده‌است می‌توان به اشاره کرد.